# 500 kilomètres de Fuji 1985
Navigation
Édition suivante
Les 500 kilomètres de Fuji 1985 (officiellement appelé les 1985 All Japan Fuji 500 Kilometres), disputées le 24 novembre 1985 sur le Fuji Speedway, ont été la sixième et dernière manche du Championnat du Japon de sport-prototypes 1985. La course a été arrêtée après 3 heures et la distance de 500 kilomètres n'a pas été atteinte.

## La course

### Classement de la course
Voici le classement officiel au terme de la course,.
- Les premiers de chaque catégorie du championnat du monde sont signalés par un fond jaune.
- Pour la colonne Pneus, il faut passer le curseur au-dessus du modèle pour connaître le manufacturier de pneumatiques.
- Les voitures ne réussissant pas à parcourir 75% de la distance du gagnant sont non classées (NC).

| Pos  | Classe | no | Écurie                  | Pilotes                                          | Châssis                             | Pneus | Tours | Temps                 |
| Pos  | Classe | no | Écurie                  | Pilotes                                          | Moteur                              | Pneus | Tours | Temps                 |
| ---- | ------ | -- | ----------------------- | ------------------------------------------------ | ----------------------------------- | ----- | ----- | --------------------- |
| 1    | LD-1   | 25 | Advan Sports Nova       | Kunimitsu Takahashi Kenji Takahashi              | Porsche 962C                        | Y     | 85    | 2 h 50 min 18 s .120  |
| 1    | LD-1   | 25 | Advan Sports Nova       | Kunimitsu Takahashi Kenji Takahashi              | Porsche Type-935 2,6 l Flat-6 Turbo | Y     | 85    | 2 h 50 min 18 s .120  |
| 2    | LD-1   | 38 | Dome Motorsport         | Geoff Lees Eje Elgh                              | Dome 85C                            | D     | 85    | + 23 s 350            |
| 2    | LD-1   | 38 | Dome Motorsport         | Geoff Lees Eje Elgh                              | Toyota 4T-GT 2,1 l I4 Turbo         | D     | 85    | + 23 s 350            |
| 3    | LD-1   | 2  | Alpha Cubic Racing Team | Noritake Takahara Chiyomi Totani Toshio Suzuki   | Porsche 956B                        | B     | 83    | + 2 tours             |
| 3    | LD-1   | 2  | Alpha Cubic Racing Team | Noritake Takahara Chiyomi Totani Toshio Suzuki   | Porsche Type-935 2,6 l Flat-6 Turbo | B     | 83    | + 2 tours             |
| 4    | LD-1   | 3  | Auto Beaurex Motorsport | Naoki Nagasaka Taku Akaike                       | Tom's 85C                           | D     | 82    | + 3 tours             |
| 4    | LD-1   | 3  | Auto Beaurex Motorsport | Naoki Nagasaka Taku Akaike                       | Toyota 4T-GT 2,1 l I4 Turbo         | D     | 82    | + 3 tours             |
| 5    | LD-1   | 27 | FromA Racing            | Jiro Yoneyama Hideki Okada                       | Porsche 956                         | D     | 80    | + 5 tours             |
| 5    | LD-1   | 27 | FromA Racing            | Jiro Yoneyama Hideki Okada                       | Porsche Type-935 2,6 l Flat-6 Turbo | D     | 80    | + 5 tours             |
| 6    | LD-1   | 1  | Trust Racing Team       | Vern Schuppan Keiichi Suzuki George Fouché       | Porsche 956                         | D     | 78    | + 7 tours             |
| 6    | LD-1   | 1  | Trust Racing Team       | Vern Schuppan Keiichi Suzuki George Fouché       | Porsche Type-935 2,6 l Flat-6 Turbo | D     | 78    | + 7 tours             |
| 7    | LD-3   | 47 | Asano Racing Service    | Takeo Asano Yuuji Nihei                          | Toyota Corolla Levin                | B     | 77    | + 8 tours             |
| 7    | LD-3   | 47 | Asano Racing Service    | Takeo Asano Yuuji Nihei                          | Toyota                              | B     | 77    | + 8 tours             |
| 8    | LD-2   | 86 | Mazdaspeed              | Yojiro Terada David Kennedy                      | Mazda 737C                          | D     | 75    | + 10 tours            |
| 8    | LD-2   | 86 | Mazdaspeed              | Yojiro Terada David Kennedy                      | Mazda 13B 1,3 l 2-Rotor             | D     | 75    | + 10 tours            |
| 9    | LD-2   | 68 | Build Factory           | Tetsuya Kawasaki Syuuji Fujii                    | Nissan Fairlady 300ZX               | D     | 71    | + 14 tours            |
| 9    | LD-2   | 68 | Build Factory           | Tetsuya Kawasaki Syuuji Fujii                    | Nissan                              | D     | 71    | + 14 tours            |
| 10   | LD-2   | 80 | Koyata Engei Racing     | Shigeru Yokoyama Akio Yokoyama                   | Mazda RX-7                          | Y     | 67    | + 18 tours            |
| 10   | LD-2   | 80 | Koyata Engei Racing     | Shigeru Yokoyama Akio Yokoyama                   | Mazda                               | Y     | 67    | + 18 tours            |
| 11   | LD-2   | 24 | OZ Racing               | Kenji Seino Mutsuo Kazama                        | Mazda RX-7                          | D     | 67    | + 18 tours            |
| 11   | LD-2   | 24 | OZ Racing               | Kenji Seino Mutsuo Kazama                        | Mazda                               | D     | 67    | + 18 tours            |
| 12   | LD-3   | 50 |                         | Hirofumi Sada Masahiro Akiyama                   | Nissan Sunny                        | Y     | 62    | + 23 tours            |
| 12   | LD-3   | 50 | Nissan                  | Hirofumi Sada Masahiro Akiyama                   |                                     | Y     | 62    | + 23 tours            |
| NC   | LD-3   | 48 |                         | Masanori Kimura Terumi Kuwahara                  | Toyota Starlet                      | B     | 32    | Non classé            |
| NC   | LD-3   | 48 | Toyota                  | Masanori Kimura Terumi Kuwahara                  |                                     | B     | 32    | Non classé            |
| DSQ  | LD-2   | 71 | Tomei Jidousha          | Yoshiyuki Jitsukawa Hiroyuki Noji                | Nissan Sunny                        | D     | 37    | Disqualifié           |
| DSQ  | LD-2   | 71 | Tomei Jidousha          | Yoshiyuki Jitsukawa Hiroyuki Noji                | Nissan                              | D     | 37    | Disqualifié           |
| Abd. | LD-1   | 11 | Hasemi Motor Sport (ja) | Masahiro Hasemi Takao Wada                       | March 85G                           | D     | 74    | Accident              |
| Abd. | LD-1   | 11 | Hasemi Motor Sport (ja) | Masahiro Hasemi Takao Wada                       | Nissan VG30ET 3,0 l V6 Turbo        | D     | 74    | Accident              |
| Abd. | LD-2   | 67 | Yamato                  | Tsuguo Ooba Ken Mizokawa                         | Honda Ballade CR-X (en)             | B     | 66    | Accident              |
| Abd. | LD-2   | 67 | Yamato                  | Tsuguo Ooba Ken Mizokawa                         | Honda I4 Atmo                       | B     | 66    | Accident              |
| Abd. | LD-3   | 21 | Trust Racing Team       | Ryuusaku Hitomi Mitsutake Koma                   | Toyota Celica                       | D     | 60    | Problèmes électriques |
| Abd. | LD-3   | 21 | Trust Racing Team       | Ryuusaku Hitomi Mitsutake Koma                   | Toyota                              | D     | 60    | Problèmes électriques |
| Abd. | LD-1   | 8  | Rays Racing Division    | Hitoshi Ogawa Tsunehisa Asai                     | Tom's 85C                           | D     | 44    | Moteur                |
| Abd. | LD-1   | 8  | Rays Racing Division    | Hitoshi Ogawa Tsunehisa Asai                     | Toyota 4T-GT 2,1 l I4 Turbo         | D     | 44    | Moteur                |
| Abd. | LD-1   | 36 | Tom's                   | Satoru Nakajima Masanori Sekiya                  | Tom's 85C                           | B     | 42    | Moteur                |
| Abd. | LD-1   | 36 | Tom's                   | Satoru Nakajima Masanori Sekiya                  | Toyota 4T-GT 2,1 l I4 Turbo         | B     | 42    | Moteur                |
| Abd. | LD-1   | 28 | Hoshino Racing          | Kazuyoshi Hoshino Akira Hagiwara Keiji Matsumoto | March 85G                           | B     | 26    | Accident              |
| Abd. | LD-1   | 28 | Hoshino Racing          | Kazuyoshi Hoshino Akira Hagiwara Keiji Matsumoto | Nissan VG30ET 3,0 l V6 Turbo        | B     | 26    | Accident              |
| Abd. | LD-2   | 16 | ERC                     | Masaatsu Ooya Kinji Suzuki                       | Mazda RX-7                          | D     | 23    | Accident              |
| Abd. | LD-2   | 16 | ERC                     | Masaatsu Ooya Kinji Suzuki                       | Mazda                               | D     | 23    | Accident              |
| Abd. | LD-1   | 37 | Team Ikuzawa            | Tiff Needell James Weaver                        | Tom's 85C                           | D     | 19    | Retrait               |
| Abd. | LD-1   | 37 | Team Ikuzawa            | Tiff Needell James Weaver                        | Toyota 4T-GT 2,1 l I4 Turbo         | D     | 19    | Retrait               |
| Abd. | LD-2   | 84 | Auto Beaurex Motorsport | Kazuo Mogi Toshio Motohashi                      | Lotec M1C                           | Y     | 19    | Accident              |
| Abd. | LD-2   | 84 | Auto Beaurex Motorsport | Kazuo Mogi Toshio Motohashi                      | BMW M88 3,5 l I6 Atmo               | Y     | 19    | Accident              |
| Abd. | LD-2   | 6  |                         | Yoshimasa Matsumoto Ken'ichi Kaneko              | Mazda RX-7                          | D     | 17    | Accident              |
| Abd. | LD-2   | 6  | Mazda                   | Yoshimasa Matsumoto Ken'ichi Kaneko              |                                     | D     | 17    | Accident              |
| Abd. | LD-3   | 30 |                         | Iwao Sugai Hiroshi Sugai                         | Mazda RX-7                          | D     | 14    | Accident              |
| Abd. | LD-3   | 30 | Mazda                   | Iwao Sugai Hiroshi Sugai                         |                                     | D     | 14    | Accident              |
| Abd. | LD-2   | 85 | Mazdaspeed              | Yoshimi Katayama Takashi Yorino                  | Mazda 737C                          | D     | 3     | Casse voiture         |
| Abd. | LD-2   | 85 | Mazdaspeed              | Yoshimi Katayama Takashi Yorino                  | Mazda 13B 1,3 l 2-Rotor             | D     | 3     | Casse voiture         |
| Abd. | LD-2   | 80 | AMRC                    | Fumio Suzuki Shin'ya Nishizawa                   | Mazda RX-7                          | Y     | 2     | Sortie de piste       |
| Abd. | LD-2   | 80 | AMRC                    | Fumio Suzuki Shin'ya Nishizawa                   | Mazda                               | Y     | 2     | Sortie de piste       |
| Abd. | LD-1   | 12 | Panasport Japan         | Osamu Nakako Akio Morimoto                       | LM 05C (ja)                         | B     | 1     | Accident              |
| Abd. | LD-1   | 12 | Panasport Japan         | Osamu Nakako Akio Morimoto                       | Nissan VG30ET 3,0 l V6 Turbo        | B     | 1     | Accident              |
| Abd. | LD-2   | 55 | Mazda Auto Nishi Tokyo  | Toshiyuki Abe Toshihiro Fukazawa Shigeru Miura   | Mazda RX-7                          | D     | 1     | Accident              |
| Abd. | LD-2   | 55 | Mazda Auto Nishi Tokyo  | Toshiyuki Abe Toshihiro Fukazawa Shigeru Miura   | Mazda                               | D     | 1     | Accident              |
| Np.  | LD-2   | 56 |                         | Eiji Yamada Nobuo Komiya                         | Nissan Fairlady 300ZX               | Y     | -     |                       |
| Np.  | LD-2   | 56 | Nissan                  | Eiji Yamada Nobuo Komiya                         |                                     | Y     | -     |                       |
| Np.  | LD-3   | 19 |                         | Toshio Aoyama Yoshio Shimada                     | Toyota Corolla Levin                | ?     | -     |                       |
| Np.  | LD-3   | 19 | Toyota                  | Toshio Aoyama Yoshio Shimada                     |                                     | ?     | -     |                       |

## Pole position et record du tour
- Pole position :  Masahiro Hasemi/ Takao Wada (#11 Hasemi Motor Sport (ja)) en 1 min 16 s 480
- Meilleur tour en course : ...

## À noter
- Longueur du circuit : 4,410 km
- Distance parcourue par les vainqueurs : 379,260 km